# Eén
Eén (stiliseret som één; dansk "en") er en offentlig hollandsk-sproget tv-station i Belgien, der er ejet af VRT, der også ejer Ketnet, Canvas og adskillige radiostationer. Selvom kanalen er reklamefri, så bliver der sendt korte sponsorerede meddelelser imellem nogle af programmerne. 
Eén fokuserer på drama, underholdning, nyheder og aktuelle emner og ligner på denne måde BBC One i Storbritannien. Stationen hed VRT TV1 indtil det nuværende Eén-navn blev lanceret som en del af en større omlægning af stationen den 21. januar 2005, med et grafisk udtryk udviklet af BBC Broadcast.
Eén er ækvivalent til den fransksprogede modpart, La Une, der var første kanal på den belgisk-franske broadcaster, RTBF.

## Programmer
Programmer på andre sprog end hollandsk bliver tekstet på hollandsk.

### Belgisk
- 1000 Zonnen
- Blokken
- Dans Mondial
- Debby and Nancy's Happy Hour
- De bedenkers
- De Laaste Show
- De Pappenheimers
- De Rode Loper
- De Slimste Mens ter Wereld
- De Zevende Dag
- Eurosong
- Fata Morgana
- F.C. De Kampioenen
- Gentse Waterzooi
- Het Journaal
- Koppen
- Man Bijt Hond
- Peter Live
- Professor T.
- Salamander
- Sorry voor alles
- Sportweekend
- Studio 1
- Thuis
- Tomtesterom
- Tour
- Villa Politica
- Vlaanderen Vakantieland
- Volt
- Witse

### Internationalt
- 'Allo 'Allo
- 3rd Rock from the Sun
- Agatha Christie's Poirot
- Are You Being Served?
- Bergerac
- The Bill
- The Border
- Desperate Housewives
- Doc Martin
- Doctor Who
- Downton Abbey
- How to Get Away with Murder
- The Last Ship
- Married... with Children
- MasterChef
- MasterChef Australia
- Merseybeat
- Midsomer Murders
- Miranda
- The Missing
- Monarch of the Glen
- The Musketeers
- The Nanny
- Neighbours
- The Player
- Primeval
- Psi Factor
- The Saint
- Scott & Bailey
- Sea patrol
- S1NGLE
- Sold
- Versailles
- Victoria